# 上水牧場
有限会社上水牧場（うえみずぼくじょう）は、北海道勇払郡むかわ町（旧鵡川町）花岡にある有限会社の競走馬（サラブレッド）の生産牧場である。代表者は上水公、場長は上水明。
日本中央競馬会（JRA）と地方競馬全国協会（NRA）に馬主登録されており、勝負服の柄は白、紫星散、紫袖を使用している。

## 歴史
- 1973年 - 日胆上水牧場（にったんうえみずぼくじょう）として創業。
- 1983年 - キヨヒダカが新潟大賞典を制し、生産馬が重賞初勝利を挙げる。
- 1998年 - 現在の名前である上水牧場となる。
- 2002年 - ビリーヴがスプリンターズステークスを制し、生産馬がGI初勝利を挙げる。
- 2003年 - ビリーヴが当年度のJRA賞最優秀4歳以上牝馬を受賞する。

## 主な生産馬

### 日胆上水牧場
- キヨヒダカ（1983年新潟大賞典、安田記念、京王杯オータムハンデキャップ）
- ブラッククロス（1994年東北優駿、不来方賞、ダービーグランプリ）
- シンコウホープ（1995年三条記念）

### 上水牧場
- ビリーヴ（2002年セントウルステークス、スプリンターズステークス、2003年高松宮記念、函館スプリントステークス）
- スウィープザボード（2003年南部駒賞）
- パフィオペディラム（2005年栄冠賞、2007年TCKディスタフ）
- ティンバーランド（2007年フロイラインカップ）
- スマイルジャック（2008年スプリングステークス、2009年関屋記念、2011年東京新聞杯）
- モズ（2013年北上川大賞典）
- ステファニーラン（2014年リリーカップ）
- ダブルスパーク（2014年ハーベストカップ、OROターフスプリント）
- アンジュジョリー（2017年東京プリンセス賞）
- リストン（2023年新春ペガサスカップ）

## 主な所有馬
- ブラッククロス（成績は上記参照）
- スウィープザボード（成績は上記参照）
- パフィオペディラム（成績は上記参照）
- ティンバーランド（成績は上記参照）

## 主な繋養馬
- グレートクリスティーヌ / Great Christine（ビリーヴの母）
- シーセモア（スマイルジャックの母）